# Церковь Святого Маврикия (Ингольштадт)
Церковь Святого Маврикия (нем. Moritzkirche) — католическая приходская церковь в Ингольштадте, относящаяся к епархии Айхштетта.

## История
Церковь имеет форму готической трехнефной базилики с многочисленными романскими элементами. Первоначальный храм на этом месте появился в IX веке, то есть сразу после основания города. В 1148 году церковь была ещё посвящена святым Сальватору и Марии, но со временем стала именоваться в честь покровителя города святого Маврикия. В своём нынешнем виде церковь существует с 1234 года, что делает её старейшим зданием в Ингольштадте, сохранившимся практически без изменений.
Церковь Святого Маврикия была единственным храмом в пределах городских стен до постройки Либфрауэнмюнстера в начале XV века, после чего церковь стала также именоваться Нижним приходом (нем. Untere Pfarr). Истоки школьного образования в городе восходят к церкви Святого Маврикия, поскольку есть свидетельства существования приходской школы в 1328 году. Дополнительные элементы декора в стиле барокко, добавленные в XVIII веке Иоганном Баптистом Циммерманом, были удалены в 1880 году, однако в 1945 году была предпринята попытка восстановить некоторые из них. В 1964 году на предприятии «E. F. Walcker & Cie.» был построен церковный орган, который имеет 51 регистр, четыре мануала и педаль. С 2004 года церковный приход Святого Маврикия был объединён с приходом Либфрауэнмюнстера.

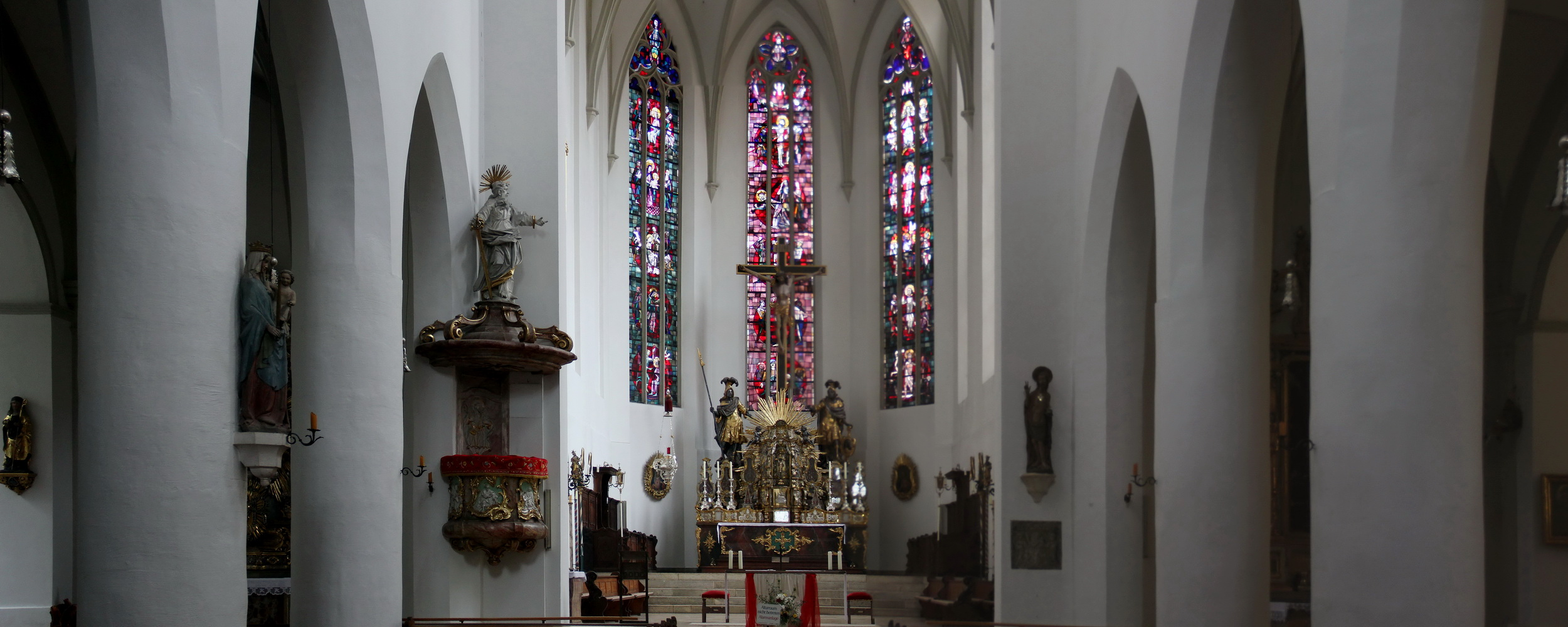
Интерьер церкви

## Архитектура
Свод нефа поддерживают десять массивных круглых колонн из известняка. Алтарь имеет вытянутую форму и звездообразный свод, по его стенам размещены прецессионные знамёна или канделябры с фигурами святых. Главный алтарь, два боковых алтаря и кафедра выполнены в стиле барокко. С хором граничат два ряда скамей. В задней части церкви находится место захоронения Франца фон Мерси, главнокомандующего Императорско-баварской армией Католической лиги во время Тридцатилетней войны.
Вопреки первому впечатлению, в церкви всего одна колокольня, а именно та, что к востоку от нефа с высоким шпилем. В колокольне висят шесть бронзовых колоколов, один из которых, колокол Святого Маврикия, датируется 1642 годом. Другая башня является городской сторожевой (нем. Pfeifturm), сооруженной в XIV—XV веках. До 1938 года в ней жил сторож, который должен был сообщать о пожарах и прочих опасностях в городе.